# Cardinals de Saint-Louis
Pour les articles homonymes, voir Cardinals.
 Saison 2025 des Cardinals de Saint-Louis
Les Cardinals de Saint-Louis (St. Louis Cardinals en anglais, « les cardinaux [rouges] de Saint-Louis ») sont une franchise de baseball de la Ligue majeure de baseball située à Saint-Louis, Missouri. Ils évoluent dans la division Centrale de la Ligue nationale. Les Cardinals ont remporté la Série Mondiale à 11 reprises, la première fois en 1926, ce qui constitue un record pour une équipe de la Ligue nationale. Seuls les Yankees de New York de la Ligue américaine comptent plus de titres que les Cardinals en séries mondiales. Les Cardinals ont remporté la Ligue nationale à 19 reprises, la dernière fois en 2013.
Ils évoluent au Busch Stadium depuis 2006.

## Palmarès
- Champion de la Série mondiale (11) : 1926, 1931, 1934, 1942, 1944, 1946, 1964, 1967, 1982, 2006, 2011.
- Champion de la Ligue nationale (19) : 1926, 1928, 1930, 1931, 1934, 1942, 1943, 1944, 1946, 1964, 1967, 1968, 1982, 1985, 1987, 2004, 2006, 2011 et 2013.
- Titres de division (14) : 1981, 1982, 1985, 1987, 1996, 2000, 2002, 2004, 2005, 2006, 2009, 2013, 2014, 2015 et 2019.
- Meilleur deuxième (3) : 2001, 2011, 2012.
- Champion de l'American Association (4) : 1885, 1886, 1887, 1888.

## Histoire

### Des années 1880 aux années 1930
La franchise est fondée en 1882 en American Association sous le nom des Brown Stockings de Saint-Louis, qui deviennent très rapidement les Browns. Ces derniers sont rapidement compétitifs et remportent quatre titres de l'AA en 1885, 1886, 1887 et 1888. Ils prennent part aux World's Championship Series opposant le champion de l'AA à celui de la Ligue nationale. En une série de sept matchs, les White Stockings de Chicago et les Browns de Saint-Louis (3-3-1) se séparent sur une dispute en 1885. Les Browns de Saint-Louis s’imposent la saison suivante par quatre victoires pour deux défaites face aux mêmes White Stockings de Chicago. Les deux dernières participations des Browns à ces Séries s'achèvent sur des défaites 5 victoires contre 10 défaites face aux Wolverines de Détroit en 1887 puis contre les Giants de New York (4 victoires, 6 défaites) en 1888.
Les Browns évoluent au Sportsman's Park dans les premières années du club. En 1893, ils sont relogés à Robison Field. L'American Association cesse ses activités en 1892 ; les Browns rejoignent alors la Ligue nationale. La franchise adopte le surnom de Perfectos en 1899 puis celui de Cardinals en 1900.
Sportivement en retrait depuis leur arrivée en Ligue nationale, les Cards sont achetés par Sam Breadon en 1920. Il nomme Branch Rickey manager général. Rickey abandonne l'ancien Robison Field, qu'il vend, et installe l'équipe au Sportsman's Park. Il investit l'argent de la vente du stade dans un système de clubs affiliés pour assurer la formation des jeunes talents. Rickey est considéré comme le père de ce système de formation déjà esquissé avant lui par d'autres propriétaires et directeurs-gérants.

Logo de 1922 à 1926 et de 1929 à 1948

Emmenés par Rogers Hornsby, vainqueur de la Triple couronne en 1922 et 1925, les Cards remportent leur premier championnat de la Ligue nationale en 1926 avant de s'imposer en Séries mondiales contre les Yankees de New York en sept matchs.
Les Cards retrouvent les World Series en 1928, mais s'inclinent contre les Yankees en quatre matches secs. Ils commencent ensuite les années 1930 par deux championnats de la Ligue nationale. Battus en 1930 par les Athletics de Philadelphie, ils s'imposent l'année suivante face à cette même formation.
Le Gashouse Gang de 1934 enlève une nouvelle Série mondiale face aux Tigers de Détroit. Ce surnom de Gashouse Gang est donné à la suite de prestations médiocres mais victorieuses et l'utilisation de tactiques très physiques. Le lanceur Dizzy Dean compte 30 victoires lors de cette saison ; il est le dernier lanceur de la Ligue nationale à atteindre cette marque.
Joe Medwick est vainqueur de la Triple couronne en 1937 ; il est le dernier frappeur de la Ligue nationale à réussir cette performance.

### Des années 1940 aux années 1970
Dans les années 1940, une ère en or est apparue lorsque le système agricole de Rickey s'est chargé de talents tels que Marty Marion, Enos Slaughter, Mort Cooper, Walker Cooper, Stan Musial, Max Lanier, Whitey Kurowski, Red Schoendienst et Johnny Beazley. Ce fut l'une des décennies les plus réussies de l'histoire de la franchise avec 960 victoires et 580 défaites, soit un pourcentage de victoires supérieur à celui de n'importe quelle autre équipe de la Ligue majeure à .623. Sous la direction de Billy Southworth, ils remportèrent les World Series en 1942 et 1944 (dans la seule série exclusivement consacrée à St Louis contre les Browns) et remportèrent 105 matches ou plus chacun en 1942, 1943 et 1944. Le pourcentage de victoires des dirigeants de Southworth (. 642) est le plus élevé de St. Louis depuis que la franchise a rejoint la Ligue Nationale. Musial a été considéré comme le frappeur le plus constant de son époque et le plus accompli de l’histoire de l’équipe, remportant trois MVP et sept titres au bâton. St. Louis remporta ensuite la série mondiale 1946 sur Mad Dash de Slaughter lors du septième match. Breadon fut contraint de vendre son équipe en 1947 mais remporta six fanions de la série mondiale et neuf pennants de la LN en tant que propriétaires des Cardinals. Ils sont restés compétitifs, terminant au moins .500 au cours de treize des dix-sept saisons suivantes, mais n’ont pas gagné la ligue ou la série mondiale jusqu’en 1964.
En 1953, la brasserie Anheuser-Busch racheta les Cardinals et August "Gussie" Busch devint président de l'équipe, encourageant ainsi le départ des Browns à Baltimore pour devenir les Orioles et faisant des Cardinals le seul club de ligue majeur de la ville. Plus de succès ont suivi dans les années 1960, à commencer par ce qui est considéré comme l’un des métiers les plus déséquilibrés de l’histoire de la Ligue majeure, lorsque St. Louis a reçu le joueur de champ Lou Brock des Cubs pour le lanceur Ernie Broglio. Le joueur de troisième base MVP Ken Boyer et le lanceur Bob Gibson ont mené le club à une victoire dans les séries mondiales la même année et Curt Flood, Bill White, Curt Simmons et Steve Carlton ont également apporté une contribution essentielle à cette décennie. En 1967, le nouvel arrivant, Orlando Cepeda, remporta le titre de MVP, contribuant à propulser Saint-Louis sur la World Series. L'année suivante, les Cardinals ont remporté le championnat derrière l'ERA, leur meilleur leader dans la Ligue majeure, avec une équipe de 2,49 membres du personnel, en une saison record de tous les records. Après avoir enregistré un record de 1,12 et un record de l'ère moderne avec une moyenne de 17 pour un match de la Série mondiale, Gibson a remporté les prix MVP et Cy Young cette année-là. Toutefois, les Cardinals n’ont pas réussi à revenir en tant que champions de la série mondiale, donnant une avance de 3-1 à l’opprimé, les Detroit Tigers.
Dans les années 1970, le receveur / joueur de troisième but Joe Torre et le joueur de premier but Keith Hernández ont chacun remporté le titre de MVP, mais les meilleurs résultats de l’équipe ont été la deuxième place et 90 victoires.

### Des années 1980 à nos jours
L’équipe retrouva sa place dans les World Series au cours de la prochaine décennie, en commençant par le manager Whitey Herzog et son style de jeu à la Whiteyball, puis par un autre échange qui modifia le parcours de la franchise: en 1982, l’arrêt-court Garry Templeton était envoyé aux Padres pour le faire-valoir Ozzie Smith. Largement considéré comme l’un des meilleurs joueurs défensifs de l’histoire, Smith occupe la première place de tous les temps dans les palmarès des Gold Glove Awards (13), des matchs des étoiles (15), des aides (8 375) et des doubles (1 590). St. Louis a remporté la Série mondiale 1982 des Brewers de Milwaukee cet automne. Les Cardinals ont à nouveau remporté la ligue en 1985 et 1987. En 1985, ils ont affronté pour la première fois les Royals de Kansas City, leurs rivaux nationaux, pour la première fois dans un match non-exhibition, mais ils ont perdu la série à la suite d'un appel controversé. 6; la série de 1987 les voyait s'affronter contre les Twins du Minnesota, mais ne pouvaient gagner que leurs trois matchs joués à domicile dans la série de sept matchs.
Après la mort de Gussie Busch en 1989, la brasserie a pris le contrôle et a engagé Joe Torre à la fin de 1990, puis a vendu l’équipe à un groupe d’investissement dirigé par William DeWitt Jr. en 1996. Tony La Russa a remplacé Torre au printemps 1996. En 1998, Mark McGwire a rivalisé avec Sammy Sosa des Cubs pour un barrage de courses à la maison dans la poursuite du record de cette saison. De 2000 à 2013, les Cardinals ont retrouvé leur place au sommet avec dix participations aux séries, quatre fanions de la LN, deux titres de la Série mondiale et 1 274 victoires en saison régulière contre 993 défaites pour un pourcentage de victoires de .560, menant la Ligue Nationale et deuxième en MLB. aux Yankees de New York. Avec l’ajout de Jim Edmonds, Albert Pujols et Scott Rolen, les Cardinals ont présenté trois défenseurs et défenseurs de premier plan surnommés "MV3;" Pujols a remporté trois victoires à la victoire et une moyenne de .328 avec 445 circuits dans sa carrière au sein des Cardinals. En 2004, le buteur en séries des Real Carrier de Chris Carpenter, 3.09, a permis à l’équipe de remporter le record de 105 victoires en championnat et de remporter le fanion de la LN. En 2006, en proie à des blessures et à des incohérences, ils ont remporté la Série mondiale en battant Detroit en cinq matchs, établissant un record de 83 victoires pour un vainqueur de la Série mondiale. En 2009, les Cardinals ont remporté 10 000 victoires, ce qui correspond au début de leur participation à l'American Association (AA).
En 2011, les Cardinals, très mal engagés dans la course aux séries de fin de saison, réalisent un mois de septembre exceptionnel et remontent à hauteur des Braves d'Atlanta avant le dernier match de la saison régulière. Leur victoire à Houston, combinée à une défaite des Braves contre les Phillies, permet aux Cardinals de terminer meilleur deuxième dans la ligue nationale et de prendre part aux éliminatoires. Ils éliminent les Phillies (3-2) en série de division avant de décrocher le titre de la ligue nationale face aux Brewers (4-2) lors de la série de championnat. Ils affrontent les Rangers du Texas lors des Séries mondiales. Le match 6 de cette série reste comme l'un des matchs les plus spectaculaires de ces dernières années. Alors que les Rangers mènent 3-2 dans la série, mènent 9-7 dans le match 6, ont retiré 2 frappeurs dans la 9e manche et sont à une prise de la victoire, David Freese se présente à la batte et frappe un triple produisant deux points qui remet les équipes à égalité. À peine quelques minutes après cette égalisation spectaculaire, Josh Hamilton frappe un coup de circuit qui redonne deux points d'avance aux Rangers. Les Cardinals passent une seconde fois à une prise de l'élimination mais égalisent à 9 partout à la fin de la dixième manche. Au cours de la 11e manche, les Rangers ne parviennent pas à marquer. C'est David Freese, dont le précédent passage à la batte avait permis d'égaliser le pointage, qui donne finalement la victoire aux Cardinals sur un coup de circuit au champ-centre. Les Cardinals égalisent donc 3-3 et gagnent le droit de disputer un match 7, ce qui n'était plus arrivé pendant les Séries mondiales depuis 2002. Ils remporteront finalement le dernier match (6-2) et la Série mondiale pour la onzième fois.
En 2012, les Cardinals prennent part aux éliminatoires après avoir terminé la saison à la deuxième place de la division Centrale de la ligue nationale. Ils remportent le match de meilleur deuxième contre les Braves d'Atlanta (6-3) puis la Série de division contre les Nationals de Washington (3-2 dans la série). Ils affrontent les Giants de San Francisco pour le titre de la ligue. Alors qu'ils menaient la série 3-1 à l'issue du match 4, les Cardinals s'inclinent 4-3 dans la série face aux futurs champions des Séries mondiales.
En 2013, les Cardinals concluent la saison régulière avec 97 victoires, la titre de la division Centrale de la Ligue nationale et le meilleur pourcentage des ligues majeures de baseball à égalité avec les Red Sox de Boston. Ils éliminent les Pirates de Pittsburgh en série de division (3-2) puis remportent la ligue nationale face aux Dodgers de Los Angeles (4-2 dans la série). La Série mondiale oppose les deux meilleures équipes de la saison régulière, les Red Sox et les Cardinals. Les Cardinals s'inclinent 4-2.
En 2014, les Cardinals remportent la division Centrale de la Ligue nationale mais se présentent aux séries de fin de saison avec beaucoup d'incertitudes. Dans la lignée de celles du lanceur Adam Wainwright, les statistiques défensives sont très bonnes mais le potentiel offensif des Cardinals est décrié : ils n'ont frappé que 105 coups de circuit durant la saison régulière (29e/30 équipes) et n'ont inscrit que 619 points (23e/30). Malgré les critiques, les Cardinals s'imposent trois victoires à une dans la série de division qui les oppose aux Dodgers de Los Angeles. Les Cardinals infligent notamment deux défaites à Clayton Kershaw, pourtant meilleur lanceur de la saison régulière. Les Cardinals se qualifient pour la Série de championnat de la Ligue nationale pour la quatrième fois consécutive et affrontent pour la seconde fois en 3 ans les Giants de San Francisco. Alors que la série est à égalité après les deux premiers matchs à Saint-Louis, les Cardinals subissent trois défaites consécutives à San Francisco et s'inclinent 4-1 dans la série. Le 26 octobre, pendant la série mondiale à laquelle ne prennent pas part les Cardinals, le prometteur joueur de 22 ans Oscar Taveras décède d'un accident de voiture et endeuille la grande finale du baseball majeur.
En 2015, les Cardinals remportent à nouveau leur division. Ils ont le meilleur bilan des ligues majeures avec 100 victoires pour 62 défaites. Ils affrontent les Cubs de Chicago en série de division et s'inclinent trois victoires à une. Les Cubs échoueront au tour d'après. La Série mondiale 2015 est remportée par les Royals de Kansas City.
En 2016, les Cardinals vivent une saison difficile et échouent à se qualifier pour les séries.
En 2017, les Cardinals connaissent un mauvais début de saison ce qui fait en sorte qu'ils échouent à se qualifier pour les séries pour une deuxième saison consécutive.

## Trophées et honneurs individuels

### Cardinals auTemple de la renommée

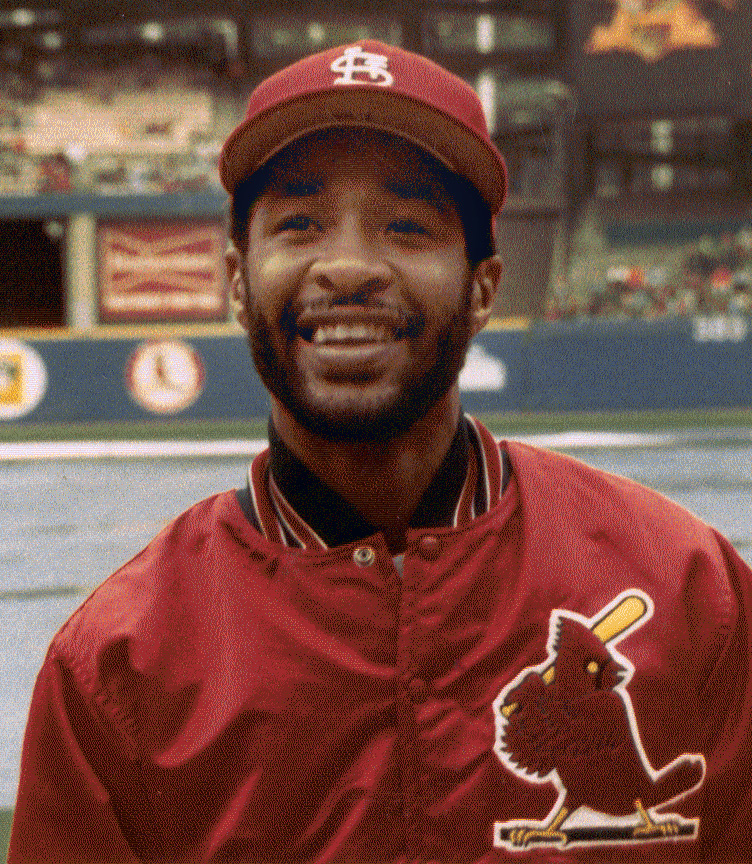
Ozzie Smith.

Joueurs élus principalement pour leurs performances sous le maillot des Cardinals.
| - Lou Brock, champ gauche (1964-79) - Dizzy Dean, lanceur (1930-37) - Bob Gibson, lanceur (1959-75) - Stan Musial, champ gauche (1941-44, 1946-63) - Red Schoendienst, 2e base (1945-56, 1961-63), manager (1965-76, 1980, 1990) - Enos Slaughter, champ droit (1938-42, 1946-53) - Ted Simmons, receveur (1968-80) - Ozzie Smith, arrêt-court (1982-96) - Billy Southworth, manager (1929, 1940-45) - Bruce Sutter, lanceur (1981-84) - Jim Bottomley, 1re base (1922-32) - Frankie Frisch, 2e base (1927-38) - Chick Hafey, champ gauche (1924-31) - Jesse Haines, lanceur (1920-37) - Rogers Hornsby, 2e base (1915-26, 1933) - Joe Medwick, champ gauche (1932-40, 1947-48) - Johnny Mize, 1re base (1936-41) |

Autres joueurs qui évoluèrent parfois brièvement chez les Cardinals.
| - Grover Cleveland Alexander, lanceur (1926-29) - Walter Alston, 1re base (1936) - Jake Beckley, 1re base (1904-07) - Roger Bresnahan, receveur (1909-12) - Mordecai Brown, lanceur (1903) - Jesse Burkett, champ gauche (1899-1901) - Steve Carlton, lanceur (1965-71) - Orlando Cepeda, 1re base (1966-68) - Charles Comiskey, manager (1882-89, 1891) - Roger Connor, 1re base (1894-97) - Leo Durocher, arrêt-court (1933-37) - Dennis Eckersley, lanceur (1996-97) - Pud Galvin, lanceur (1892) - Burleigh Grimes, lanceur (1930-31, 1933-34) - Miller Huggins, 2e base (1910-16) |  | - Jim Kaat, lanceur (1980-83) - Tony La Russa, manager (1996-2011) - Rabbit Maranville, arrêt-court (1927-28) - Bill McKechnie, manager (1928-29) - John McGraw, 3e base (1900) - Minnie Miñoso, champ gauche (1962) - Kid Nichols, lanceur (1904-05) - Branch Rickey, directeur général (1917-18, 1919-42), manager (1919-25) - Wilbert Robinson, centre (1900) - Scott Rolen, 3e base (2002-07) - Billy Southworth, champ droit (1926-27, 1929), manager (1929, 1940-45) - Dazzy Vance, lanceur (1933-34) - Bobby Wallace, arrêt-court (1899-1901, 1917-18) - Hoyt Wilhelm, lanceur (1957) - Vic Willis, lanceur (1910) - Cy Young, lanceur (1899-1900) |

### Numéros retirés
- 1 Ozzie Smith, arrêt-court (1982-96)
- 2 Red Schoendienst, 2e base (1945-56, 1961-63), manager (1965-76, 1980, 1990), instructeur (1964, 1977-95)
- 6 Stan Musial, 1re base (1941-63)
- 9 Enos Slaughter, champ extérieur (1938-53)
- 10 Tony La Russa, manager (1996-2011)
- 14 Ken Boyer, 3e base-manager (1955-65), instructeur (1971-72), instructeur (1978-80)
- 17 Dizzy Dean, lanceur (1930-37)
- 20 Lou Brock, champ extérieur (1964-79)
- 42 Jackie Robinson, 2e base des Dodgers de Brooklyn (1947-56), numéro retiré par la ligue
- 45 Bob Gibson, lanceur (1959-75), instructeur (1995)
- 85 Gussie Busch, propriétaire (1953-89)

### Autres trophées et honneurs

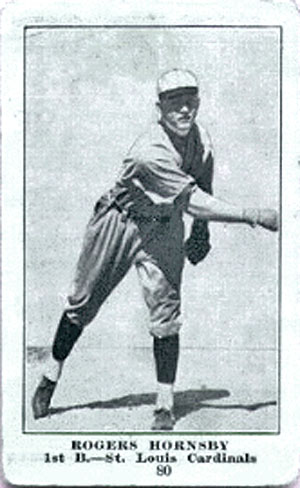
Rogers Hornsby

| - MVP de la saison (depuis 1911) : - Rogers Hornsby (1925) - Bob O'Farrell (1926) - Jim Bottomley (1928) - Frankie Frisch (1931) - Dizzy Dean (1934) - Joe Medwick (1937) - Mort Cooper (1942) - Stan Musial (1943, 1946 et 1948) - Marty Marion (1944) - Ken Boyer (1964) - Orlando Cepeda (1967) - Bob Gibson (1968) - Joe Torre (1971) - Keith Hernandez (1979) - Willie McGee (1985) - Albert Pujols (2005 et 2009) - Paul Goldschmidt (2022) - Trophée Cy Young (depuis 1956) : - Bob Gibson (1968 et 1970) - Chris Carpenter (2005) |  | - Manager de l'année (depuis 1983) : - Whitey Herzog (1985) - Tony La Russa (2002) - Mike Shildt (2019) - Prix Hank Aaron (depuis 1999) : - Albert Pujols (2003) - Paul Goldschmidt (2022) - Prix Roberto Clemente (depuis 1971) : - Lou Brock (1975) - Ozzie Smith (1995) - Yadier Molina (2018) - Adam Wainwright (2020) - Recrue de l'année (depuis 1947) : - Wally Moon (1954) - Bill Virdon (1955) - Bake McBride (1974) - Vince Coleman (1985) - Todd Worrell (1986) - Albert Pujols (2001) - All-MLB Team (en) (depuis 2019) - Jack Flaherty (2e équipe, lanceur partant, 2019) - Nolan Arenado (2e équipe, 3e base, 2022) - Paul Goldschmidt (1re équipe, 1re base, 2022) - Ryan Helsley (2e équipe, lanceur de relève, 2022) |

## Affiliations en ligues mineures
| Niveau | Franchise                | Ligue                      | Ville       | État                   | Affilié depuis |
| ------ | ------------------------ | -------------------------- | ----------- | ---------------------- | -------------- |
| AAA    | Redbirds de Memphis      | Ligue internationale       | Memphis     | Tennessee              | 1998           |
| AA     | Cardinals de Springfield | Texas League               | Springfield | Missouri               | 2005           |
| A+     | Chiefs de Peoria         | Midwest League             | Peoria      | Illinois               | 2013           |
| A-     | Cardinals de Palm Beach  | Ligue de l'État de Floride | Bradenton   | Floride                | 2003           |
| Rookie | FCL Cardinals            | Florida Complex League     | Bradenton   | Floride                | 1964           |
| Rookie | DSL Cardinals            | Dominican Summer League    | Boca Chica  | République dominicaine | 1989           |